# Учкаїн
Учкаї́н (рос. Учкаин) — селище у складі Червоногвардійського району Оренбурзької області, Росія.

## Населення
Населення — 83 особи (2010; 192 у 2002).
Національний склад (станом на 2002 рік):
- росіяни — 76 %